# Бруно Досеккер
Бру́но Досе́ккер або Бруно Ґрожан (Dosekker, Grosjean), псевдонім — «Біньямін Вількомирський», швейцарський письменник, автор літературної містіфікації в якої він видавав себе за єврея, який пережив Голокост..
Він описав своє життя маленькою дитиною в концтаборі, але не тільки не перебував там, але навіть не був євреєм, і ніколи не виїджав з Швейцарії. Бруно Досеккер, автор книги «Fragments» («Уламки»), в якій він. З'ясувалося, що він провів всі воєнні роки в Швейцарії. «Уламки», вигадані від початку і до кінця, стали тим не менше архетипом спогадів про Голокост. Вони починаються з опису концтабору, де кожен наглядач — божевільне, садистське чудовисько, яке з насолодою розбиває черепи новонароджених єврейських немовлят.